# چیهیرو ایشیدا
چیهیرو ایشیدا (انگلیسی: Chihiro Ishida؛ زادهٔ ۲۰ دسامبر ۲۰۰۱) بازیکن فوتبال اهل ژاپن است.